# Langy
Langy é uma comuna francesa na região administrativa de Auvérnia-Ródano-Alpes, no departamento Allier. Estende-se por uma área de 7,46 km². Em 2010 a comuna tinha 274 habitantes (densidade: 36,7 hab./km²).